# Volley Tricolore Reggio Emilia
Il Volley Tricolore Reggio Emilia è una società pallavolistica maschile italiana con sede a Reggio nell'Emilia: milita nel campionato di Serie A2.

## Storia
La società nasce nel 2012 dall'unione delle forze di tre società del volley reggiano: Volley Cavriago, Correggio Volley e New Volley Scandiano. La squadra parte dalla Serie A2 ereditando la prima squadra di Cavriago, ripescata dopo la retrocessione dell'anno precedente. Al suo primo campionato riesce a qualificarsi ai play-off in virtù del nono posto ottenuto in classifica, venendo eliminata al primo turno dalla Pallavolo Molfetta. A fine stagione rinuncia alla Serie A2, ripartendo dalla Serie B1.
Ritorna in serie A2 dopo il primo posto ottenuto in Serie B1 nella stagione 2013-2014. La stagione 2014-2015 termina all'ottavo posto in regular season terminando poi la corsa per i play-off ai quarti di finale. Migliore invece il cammino nella stagione 2015-2016, terminata al quinto posto in regular season, la rincorsa ai play-off promozione viene però interrotta in semifinale. Nella stagione 2018-19 ottiene la prima qualificazione alla Coppa Italia di Serie A2, chiusa ai quarti di finale.
Nella stagione 2021-2022, dopo il quarto posto in classifica al termine della regular season, vince i play-off promozione ed ottiene la promozione in Superlega. Nella stessa stagione vince il suo primo trofeo, la Coppa Italia di Serie A2, e partecipa alla Supercoppa italiana di Serie A2 venendo sconfitta dall'Olimpia Bergamo. A fine stagione rinuncia tuttavia alla Superlega e scambia il proprio titolo con l'Emma Villas.

## Rosa 2024-2025
| N° | Nome                | Ruolo | Data di nascita   | Nazionalità sportiva |
| -- | ------------------- | ----- | ----------------- | -------------------- |
| 1  | Alessandro Zecca    | L     | 11 dicembre 2004  | Italia               |
| 2  | Davide Signorini    | S     | 2 novembre 2005   | Italia               |
| 3  | Mattia Gottardo     | S     | 26 febbraio 2001  | Italia               |
| 4  | Simone Porro        | P     | 21 settembre 2007 | Italia               |
| 5  | Pier Paolo Partenio | P     | 6 febbraio 1993   | Italia               |
| 6  | Francesco Guerrini  | S     | 4 ottobre 2003    | Italia               |
| 7  | Pawel Stabrawa      | O     | 23 ottobre 1996   | Polonia              |
| 8  | Carlo De Angelis    | L     | 10 gennaio 1996   | Italia               |
| 9  | Rocco Barone        | C     | 14 dicembre 1987  | Italia               |
| 10 | Paolo Bonola        | C     | 25 giugno 1992    | Italia               |
| 13 | Andrea Gasparini    | O     | 13 settembre 1996 | Italia               |
| 14 | Riccardo Alberghini | C     | 21 settembre 2004 | Italia               |
| 17 | Antonino Suraci     | S     | 5 novembre 1996   | Italia               |
| 18 | Nicholas Sighinolfi | C     | 11 agosto 1994    | Italia               |

## Palmarès
- Coppa Italia di Serie A2: 1

2021-22